# Ámon Ottó

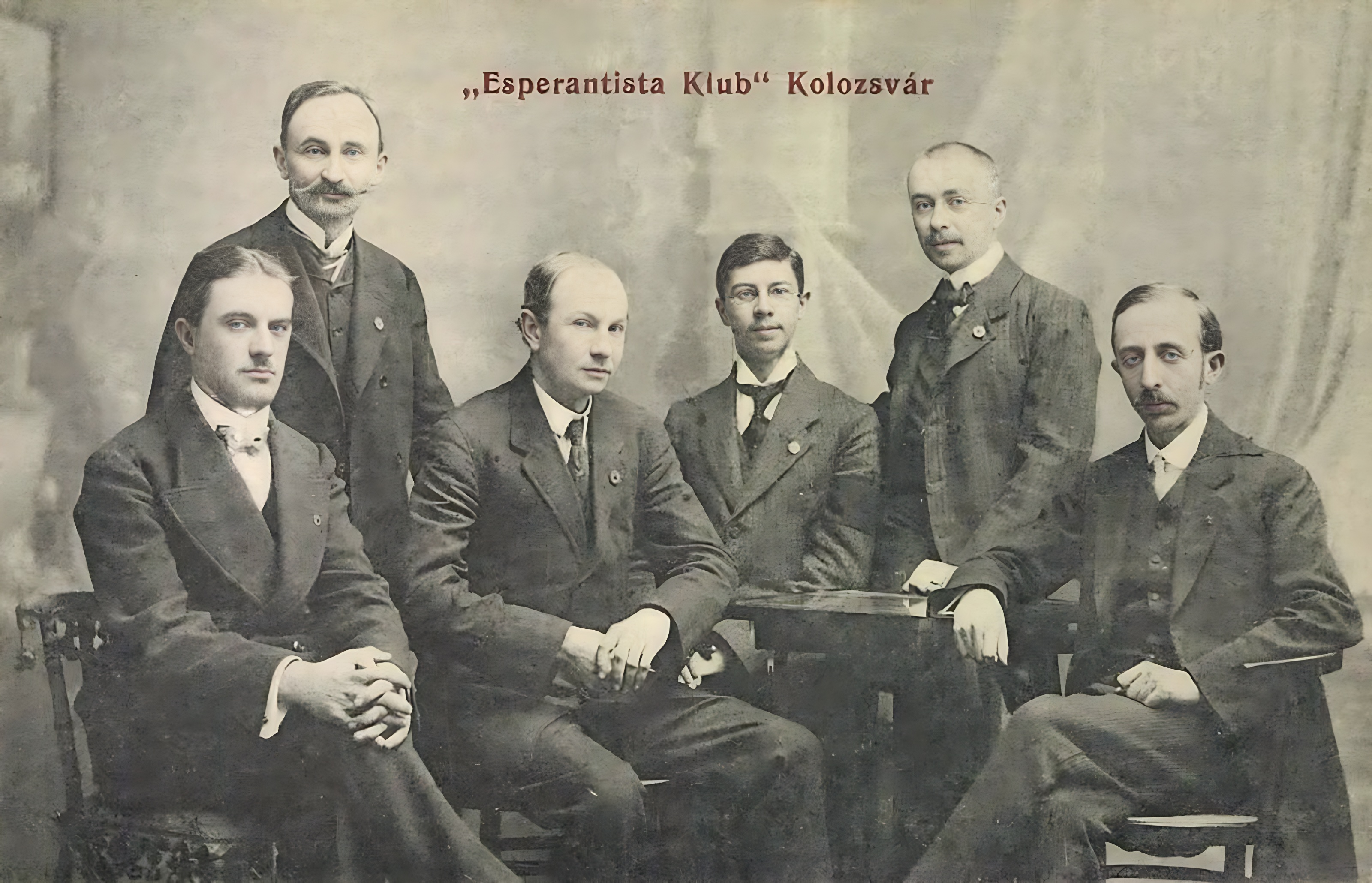
Kolozsvári Esperantista Klub, 1908-ban (Ámon Ottó jobb szélen)

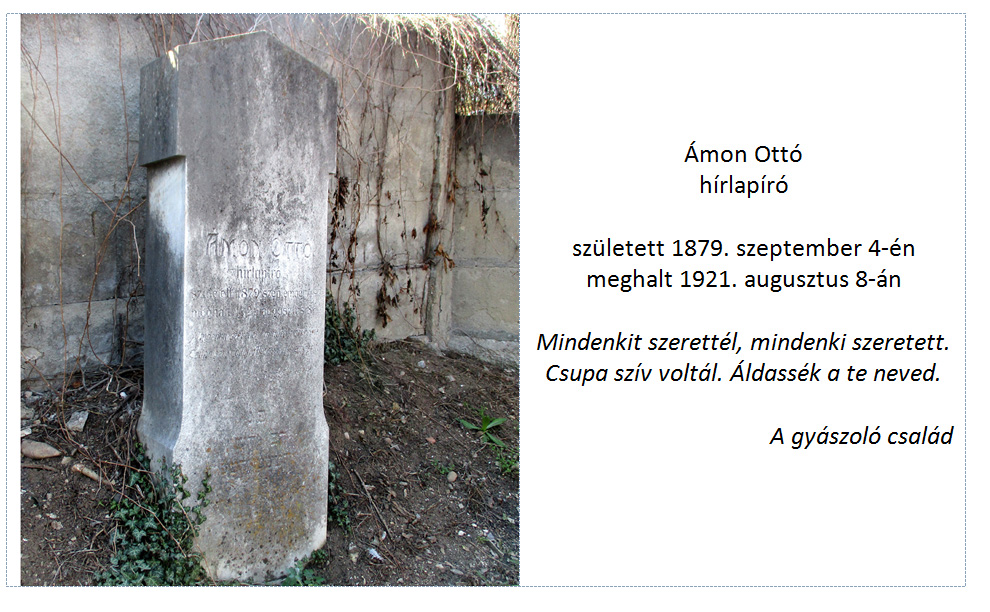
Sírja a kolozsvári Balassa utcai temetőben

Ámon Ottó, eredetileg Altstädter Ottó (Brassó, 1879. szeptember 4. – Kolozsvár, 1921. augusztus 8.) kolozsvári postatisztviselő, gyorsírástanár, újságíró, költő, eszperantista.

## Életpályája
Erdélyben ő indította el az eszperantó mozgalmat. 
Eszperantó klubot alapított, amelynek titkára volt. A mozgalom jelentőségét mutatja, hogy Donald Evans Parrish (1889–1969) ismert eszperantista is ellátogatott Kolozsvárra. 1913-ban eszperantó kiállítást rendeztek. Eszperantó nyelven feliratozott képeslapokat is adtak ki.
1902-ben megjelent, Leányszemek című verseskötetéről Ady Endre írt elismerő kritikát. Ugyanakkor az Új Idők is ismertette a könyvet  („Ámon Ottó pedig csakugyan tehetség, ha nem is az eget ostromló.”).
Az Erdélyi Magyar Nemzeti Tanács és a Székely Nemzeti Tanács mint az erdélyi magyarság reprezentatív képviselete, 1918. december 17-én új vezetőséget választott dr. Apáthy István elnökletével. Ennek a vezetőségnek Ámon Ottó is tagja volt. A világ összes népéhez! című kiáltványukban tiltakoztak az ellen, hogy az erdélyi magyarság sorsáról, annak megkérdezése nélkül döntsenek. 
1918 decemberétől, amikor a román hadsereg elfoglalta Kolozsvárt, Ámon Ottó  az akkor induló Keleti Újság munkatársa volt. 
Fiatalon halt meg tüdőbajban 1921-ben. Elhagyatott sírja a kolozsvári Balassa (ma: Aviator Bădescu) utcai régi zsidó temetőben van, a Házsongárdi temető észak-keleti sarka szomszédságában.
Nekrológ (Ellenzék, 1921. augusztus 10.):

„Mostanában  sokan  itt hagynak bennünket.  Mostanában olyan  gyakori  ez  az  égbe  repatriálás,  hogy összefacsarodik  tőle  a  szívünk. Ámon  Ottó  is elment. Szinte látom, amint  az  égben  gyorsan  hadarva panaszkodik  erről  a  csúf,  komisz világról.  Bizonyára  eszperantó nyelven,  mert  eszperantóul  csak az  égben  értenek.  Szegény  Ámon Ottó  az  égben  majd  megírja  megnemírt  regényét,  soha  elnemkezdett  színdarabját,  a  százszor  megálmodott  versét.  Bizonyára  mindezt  gyorsírással,  mert  a  gyorsírást  is  nagyon  szerette.  És,  ha  a rózsaszínű  felhőkön  mosolygó pici  angyalok nagyon megtetszenek neki,  okvetlenül  le  fogja  fényképezni  őket,  aminthogy  itten  is szorgalmasan  fényképezte  a  földi angyalokat. 
Az  újságírás  volt  az  igazi  szerelme.  Volt  újságíró  Brassóban, Szegeden  és  Budapesten.  Brassóban  megjelent  egy  verseskönyve és  Budapesten  Medgyaszay  Vilmának  írt  kabarédalokat.  Kolozsvárra  már  betegen  érkezett  meg. A  redakciók  nehéz,  éjjeli  munkája  megtámadta  tüdejét.  Kolozsváron  rendes  ember  akart  lenni és  beállott  a  postához  hivatalnoknak.  De  nem  bírta  sokáig.  Visszatért  régi  szerelméhez,  az  újságíráshoz.  Itt  jól  érezte magát, itt újra  otthon  volt.  Régi  kedvvel, szívós  kitartással  szaladgált  egész nap  és  dolgozott  este,  pedig  tüdeje  már  majdnem  versenyt  zakatolt  az  újságnyomda  gépeivel. A  nyomdagépek  tovább  zihálnak, tovább  zakatolnak  és  Ámon  Ottó meghalt.  Azt  mondják:  ez  az élet  rendje. 
Furcsa  ember  volt  ez  az  Ámon Ottó.  Csak  jó  tudott  lenni,  csak kellemes  dolgokat  tudott mondani, csak  simogatni,  csak  szeretni  tudott.  Nagy  fantaszta,  nagy  álmodozó  volt.  Kék  szemekről,  fehér leányszobákról  álmodott  mindig. De  Ámon  Ottó  nem  volt  szép ember  és  a  kék  szemek,  a  fehér leányszobák  nem  igen  álmodtak róla.  Ő  ezt  tudta,  de  nem  haragudott  érte.  Nem  haragudott  ő  semmiért  a  világon.  Csak  jó  tudott lenni.  Ezért  a  sok  jóságért  a  jó  Isten  most megjutalmazta és  elvitte erről a csúf világról.”